# Der gelbe Klang
Der gelbe Klang is een compositie van Alfred Schnittke.
Het werk is gebaseerd op werk van Wassily Kandinsky. Hij probeerde samen met collega Thomas de Hartman een muziekwerk te van de grond te laten komen, die een samensmelting liet zien/horen tussen muziek en schilderkunst. Hij nam daartoe een voorbeeld aan de Schilderijententoonstelling van Modest Moessorgski, maar kwam met een werk dat meer in de stijl van Aleksandr Skrjabin lag. Scriabin probeerde geur, muziek, etc. samen te laten smelten. Het was 1912 toen de tekst van Der gelbe Klang van Kandinsky in Duitsland verscheen. Pas in 1982 bereikte het werk het publiek.
Schnittke volgde Kandinsky’s werk bijna letterlijk. Hij kwam met een pantomimewerk dat ook de nadruk legt op de kleur geel. Deze kleur wordt verbeeld door de tonen A en B die in het gehele muziekstuk zijn te horen, gespeeld door de diverse muziekinstrumenten. Het experimentele werk was in 1975, een jaar na het componeren, in de concertuitvoering te horen tijdens een muziekfestival moderne muziek in Saint-Maximin-la-Sainte-Baume (Frankrijk). Pas op 6 januari 1984 werd een totale uitvoering geven in Moskou, waarbij de componist aanwezig was.
Het werk bestaat uit zes scenes met een introductie. Voor een totaaluitvoering zijn nodig:
- Vijf gele reuzen, een kind in het wit, volwassen man in zwart, losjes geklede mensen, mensen in balletkleding, mensen voor de achtergrond
- 1 sopraan, koorsolisten (1 tenor en 4 bassen) en gemengd koor (het koor eventueel op tape)
- 1 klarinet tevens esklarinet, 1 trompet, 1 trombone, 4 man/vrouw percussie, een elektrisch gitaar, 2 bespelers van toetsinstrumenten (celesta, piano, klavecimbel, orgel), 1 viool, 1 contrabas